# Водолазкин, Евгений Германович
Евге́ний Ге́рманович Водола́зкин (род. 21 февраля 1964, Киев, СССР) — русский писатель и литературовед. Доктор филологических наук.

## Биография
Родился 21 февраля 1964 года в Киеве.
Окончил филологический факультет КГУ им. Т. Г. Шевченко (1986). В том же году поступил в аспирантуру Института русской литературы АН СССР (Пушкинский Дом), в Отдел древнерусской литературы, возглавляемый академиком Д. С. Лихачёвым. После защиты диссертации о переводе византийской Хроники Георгия Амартола (1990) работает там же.
Доктор филологических наук (2000), тема диссертации: «Всемирная история в литературе Древней Руси (на материале хронографического и палейного повествования XI—XV вв.)». Член редколлегии журнала «Русская литература». Главный редактор альманаха «Текст и традиция», издающегося Пушкинским Домом совместно с Музеем-усадьбой «Ясная Поляна».
В 2015 году написал текст «Тотального диктанта». В июне 2017 года избран почётным доктором Бухарестского университета. С 2017 года является колумнистом «Известий». Член Союза писателей Санкт-Петербурга.
По версии газеты Guardian, роман Евгения Водолазкина «Лавр» вошёл в топ-10 лучших книг мировой литературы о Боге.
В рейтинге лучших русских писателей, опубликованном изданием Russia Beyond the Headlines, занял 25-е место (самое высокое среди ныне живущих авторов).
В 2016 году религиозный мыслитель, архиепископ Кентерберийский Роуэн Уильямс посвятил роману Водолазкина «Лавр» выступление: «A Curious Novel: Postmodernism and Holy Madness».
По версии газеты Metropolis, роман Водолазкина «Авиатор» возглавил топ-10 книг, изданных в Румынии в 2017 году. В 2019 году роман «Лавр» стал Книгой года в Словакии.
В 2017 году стал лауреатом Международного культурного фестиваля «Русский Рим».
В 2018 году в Ягеллонском университете прошла Международная научная конференция «Знаковые имена современной русской литературы: Евгений Водолазкин» (Краков, 17-19 мая 2018 года), в которой принял участие 91 исследователь из 19 стран мира.
20 ноября 2018 года включён в состав Совета при Президенте по культуре и искусству.
В 2019 году стал членом Общественного совета при Комитете по культуре Государственной Думы России, также член Патриаршего совета по культуре и кавалер ордена Даниила Московского (III степени). 
Выступал против запрета организации «Мемориал» и книг Акунина и Быкова.
Живёт в Санкт-Петербурге; жена — литературовед Татьяна Руди, дочь — Наталия Водолазкина.

## Произведения
- Всемирная история в литературе Древней Руси (на материале хронографического и палейного повествования XI—XV вв.). — Мюнхен, 2000; 2-е изд.: СПб., 2008. — 488 с. — 1000 экз.
- Дмитрий Лихачёв и его эпоха: Воспоминания. Эссе. Документы. Фотографии. — СПб.: Logos, 2002. 424 с. 2-е изд.: СПб., 2006. — 2000 экз.
- Похищение Европы. — СПб.: Logos, 2005. — 416 с. — 2000 экз.
- Соловьёв и Ларионов. — М.: Новое литературное обозрение, 2009. — 342 с. — 1 000 экз.
- Часть суши, окружённая небом: Соловецкие тексты и образы. — СПб.: Logos, 2011. — 784 c. — 1000 экз.
- Инструмент языка: О людях и словах: Эссе. — М.: Астрель, 2012. — 349 с. — 3000 экз.
- Лавр. — М.: ООО «АСТ»: Редакция Елены Шубиной, 2012. — 448 с. — 2500 экз. (общий тираж — более 150 000 экз.).
- Близкие друзья: Повесть // Знамя. — 2013. № 3. — С. 6—29.
- Совсем другое время: Сборник рассказов. — М.: ООО «АСТ», 2013. — 480 с. — 4000 экз.
- Красная стрела: [рассказы, эссе] / Сост. С. Николаевич и Е. Шубина. — М.: ООО «АСТ», 2013. — 703 с. — 4000 экз.
- Русские дети: 48 рассказов о детях / Сост. П. Крусанов, А. Етоев. — СПб.: Азбука-Аттикус, 2013. — 800 с. — 10 000 экз.
- Текст и традиция. Альманах. — Т. 1—7. — СПб.: Росток, 2013—2019. — 1000 экз.
- Дом и остров, или Инструмент языка: Эссе. — М.: ООО «АСТ», 2014. — 377 с. — 3000 экз.
- Русские женщины: 47 рассказов о женщинах / Сост. П. Крусанов, А. Етоев. — СПб.: Азбука-Аттикус, 2014. — 640 с. — 7000 экз.
- Детский мир: Сборник рассказов / Сост. Д. Быков. — М.: Редакция Елены Шубиной, 2014. — 432 с. — 7000 экз.
- Пара пьес. — Иркутск: Издатель Сапронов, 2014. — 174 с. — 1300 экз.
- Всё о моём доме: [рассказы, эссе] / Сост. С. Николаевич и Е. Шубина. — М.: ООО «АСТ», 2014. — 781 с. — 3500 экз.
- Стоп-кадр. Ностальгия: [рассказы, эссе] / Сост. С. Николаевич, Е. Шубина. — М.: ООО «АСТ»: Редакция Елены Шубиной, 2015. — 476 с. — 3000 экз.
- Трамвай через Неву: рассказ // Большая книга победителей / Сост. и подгот. текстов Елены Шубиной. — М.: ООО «АСТ», 2015. — С. 53—78. — 6000 экз.
- Петербургские драмы. — СПб.: Метропресс, 2015. — 256 с. — (Санкт-Петербург. Тайны. Мифы. Легенды). — 5000 экз.
- Россия — Италия: Литературные путешествия. — М.: Время, 2016. — 448 с. — 1000 экз.
- Авиатор. — М.: ООО «АСТ», Редакция Елены Шубиной, 2016. — 416 с. — (Новая русская классика). — 15 000 экз.
- Все в саду: [рассказы, эссе] / Сост. С. Николаевич, Е. Шубина. — М.: ООО «АСТ»: Редакция Елены Шубиной, 2016. — 478 с. — 2500 экз.
- Азбучные истины / Сост. М. К. Голованивская. — М.: Клевер-Медиа-Групп, 2016. — 134 с. — 10 000 экз.
- В Питере жить: от Дворцовой до Садовой, от Гангутской до Шпалерной. Личные истории / Сост. Н. Соколовская, Е. Шубина. — М.: АСТ: Редакция Елены Шубиной, 2017. — 524 с. — 12 000 экз.
- Большие чувства. Азбучные истины / Сост. М. К. Голованивская. — М.: Клевер-Медиа-Групп, 2017. — 138 с. — 7000 экз.
- Счастье-то какое! В прозе и стихах / Сост. Майя Кучерская, Алла Шлыкова. — М.: ООО «АСТ»: Редакция Елены Шубиной, 2018. — 429 с. — 5000 экз.
- Игра народная: Русские писатели о футболе / Сост. С. Князев, А. Портнов. — М.: ООО «АСТ»: Редакция Елены Шубиной, 2018. — 416 с. — 5000 экз.
- Как мы пишем: Писатели о литературе, о времени, о себе: очерки / Сост. А. Етоев, П. Крусанов. — СПб.: Азбука, Азбука-Аттикус, 2018. — 640 с. — (Азбука-бестселлер. Русская проза). — 6000 экз.
- Брисбен. — М.: ООО «АСТ»: Редакция Елены Шубиной, 2019. — 416 с. — (Новая русская классика). — 35 000 экз.
- Соловьёв и Ларионов. — М.: ООО «АСТ»: Редакция Елены Шубиной, 2019. — 409 с. — (Новая русская классика). — 7000 экз.
- Далеко-далеко… : рассказ // Птичий рынок: рассказы. — М.: ООО «АСТ»: Редакция Елены Шубиной, 2019. — 409 с. — (Москва: место встречи). — 10 000 экз.
- Русские спешат на помощь «Титанику»: рассказ // Юность. — 2019. — № 8. — С. 125—129.
- Невидимый Соболев: сказка // Harper’s Bazar: Россия. — 2019. — № 12. — С. 143—145.
- Идти бестрепетно: Между литературой и жизнью: Сборник. — М.: ООО «АСТ»: Редакция Елены Шубиной, 2020. — 409 с. — (Новая русская классика). — 10 000 экз.
- Истории о любви: Книга, ради которой объединились те, кого объединить невозможно: Сборник / Сост. И. Машковская. — СПб.: Лимбус Пресс, 2020. — 3000 экз.
- Сестра четырёх: пьеса. — М.: ООО «АСТ»: Редакция Елены Шубиной, 2020 (электронная книга и аудиокнига)[18].
- Пародист: пьеса. — М.: ООО «АСТ»: Редакция Елены Шубиной, 2020 (электронная книга и аудиокнига).
- Музей: пьеса. — М.: ООО «АСТ»: Редакция Елены Шубиной, 2020 (электронная книга и аудиокнига).
- Микрополь: пьеса. — М.: ООО «АСТ»: Редакция Елены Шубиной, 2020 (электронная книга и аудиокнига).
- Дом и остров: рассказ // Дом: сборник рассказов. — СПб.: Клаудбери, 2020. — 3000 экз.
- Сестра четырёх: пьесы. — М.: ООО «АСТ»: Редакция Елены Шубиной, 2020. — 312 с. — (Новая русская классика). — 10 000 экз.
- Оправдание Острова. — М.: ООО «АСТ»: Редакция Елены Шубиной, 2020. — 416 с. — (Новая русская классика). — 30 000 экз.
- Чагин. — М.: Издательство · Редакция Елены Шубиной, 2022. — 384 с. — (Новая русская классика).

## Премии
- 2010 — роман «Соловьёв и Ларионов» вошёл в шорт-листы премии «Большая книга» и Премии Андрея Белого.
- 2013 — премия «Большая книга» за роман «Лавр» (Первая премия).
- 2013 — премия «Ясная Поляна» за роман «Лавр».
- 2013 — премия конвента «Портал» за роман «Лавр».
- 2013 — шорт-листы премий «Национальный бестселлер», «Русский Букер» и «НОС» (роман «Лавр»).
- 2015 — сербская премия «Милован Видакович»[19].
- 2016 — итальянско-русская Премия Горького (Сорренто) за роман «Лавр».
- 2016 — премия «Большая книга» за роман «Авиатор» (Вторая премия).
- 2016 — шорт-листы премий «НОС», «Писатель XXI века» и Премии им. Аркадия и Бориса Стругацких (роман «Авиатор»).
- 2017 — премия «Русский Рим» в номинации «Литература».
- 2018 — историко-литературная премия «Клио» за роман «Авиатор».
- 2018 — национальная премия «Русские рифмы», «Русское слово» (номинация «За вклад в развитие культуры»).
- 2019 — литературная премия Александра Солженицына — «за органичное соединение глубинных традиций русской духовной и психологической прозы с высокой филологической культурой; за вдохновенный стиль художественного письма».
- 2019 — премия «Замурчательные люди Петербурга» (Государственный Эрмитаж, «Русский меценат», «Республика котов»).
- 2019 — шорт-лист премии «Большая книга» за роман «Брисбен».
- 2019 — победитель Национального конкурса «Книга года» в номинации «Проза года» за роман «Брисбен».
- 2019 — литературная премия «BookStar-2019» (Скопье, Македония) за роман «Авиатор».
- 2021 — лонг-лист АБС-премии за роман «Оправдание Острова».
- 2021 — лонг-лист премии «Большая книга» за роман «Оправдание Острова».
- 2021 — лонг-лист Литературной премии имени Александра Пятигорского за роман «Оправдание Острова».
- 2021 — шорт-лист премии «Большая книга» за роман «Оправдание Острова».
- 2022 — лонг-лист Дублинской премии за роман «Брисбен».
- 2022 — международная премия «Большая награда Иво Андрича» в номинации «За лучший роман» за роман «Брисбен»[20].
- 2023 — премия «Большая книга» за роман «Чагин» (первая премия)[21].
- 2024 — Царскосельская художественная премия[22].
- 2024 — Орден Святого благоверного князя Даниила Московского III степени (РПЦ)[23].

## Ева Даласкина
Благодаря участию Водолазкина в создании текста «Тотального диктанта» в 2015 году появился мем, шуточный собирательный образ, популярный в сообществе организаторов, волонтёров и участников этого проекта. На одной из площадок диктующий произнёс: «Сейчас мы напишем текст автора Е. Водолазкина», что один из участников записал как «автора Ева Даласкина». С этого времени все наиболее забавные и нелепые ошибки, описки и «ослышки», которые обнаруживаются при проверке работ[каких?], приписываются Еве Даласкиной. После разбора работ эти литературные казусы ежегодно собирают в единый альтернативный текст диктанта.

## Избранная критика
- Юрий Николаев. Водолазкин, Соловьёв и Ларионов (О книге Евгения Водолазкина «Соловьёв и Ларионов») Архивная копия от 12 марта 2017 на Wayback Machine // «Новая газета». — 2009. — № 123.
- Татьяна Морозова. Стать Лавром (О книге Евгения Водолазкина «Лавр») Архивная копия от 12 марта 2017 на Wayback Machine // «Знамя». — 2013. — № 4.
- Janet Fitch. The Russian Soul Архивная копия от 8 января 2018 на Wayback Machine
- Евгения Вежлян. Присвоение истории Архивная копия от 30 марта 2018 на Wayback Machine
- Лев Данилкин. Исторический роман про людей XV века // Афиша.ру 2012, декабрь.
- Вячеслав Курицын. Всё же, увы, о конце света
- Татьяна Кучина, Дарья Ахапкина. «Конвертировать бытие в слово»: Homo scribens в прозе Евгения Водолазкина Архивная копия от 22 марта 2022 на Wayback Machine // Вестник Костромского государственного университета. — 2016. — № 6. С.103-107.
- Станислав Секретов. Ровесник века (О книге Евгения Водолазкина «Авиатор») Архивная копия от 12 марта 2017 на Wayback Machine // «Homo Legens». — 2016. — № 2.
- Анна Маглий. Евгений Водолазкин. Дом и остров (О книге Евгения Водолазкина «Дом и остров, или Инструмент языка. О людях и словах») Архивная копия от 12 марта 2017 на Wayback Machine // Вопросы литературы. — 2016. — № 4.
- Григорий Аросев. Важнее настоящего (О книге Евгения Водолазкина «Авиатор») Архивная копия от 12 марта 2017 на Wayback Machine // «Новый мир». — 2016. — № 7.
- Сергей Оробий. Евгений Водолазкин и его времена Архивная копия от 30 марта 2018 на Wayback Machine
- Анна Гранатова. Подводный и бескрылый «Авиатор» или как Водолазкин фальсифицирует исторические факты и фамилии Архивная копия от 28 января 2021 на Wayback Machine
- The Huffington Post Laurus — a Russian Masterpiece, a Universal Novel
- CLAY TESTAMENT: http://evgenyvodolazkin.ru/952_eugene-vodolazkin-and-our-spiritual-void/ Архивная копия от 25 августа 2017 на Wayback Machine
- Magic Realism: http://evgenyvodolazkin.ru/865_magic-realism-laurus-by-eugene-vodolazkin/ Архивная копия от 25 декабря 2018 на Wayback Machine
- Review by Lucy Popescu «The Financial Times»: http://evgenyvodolazkin.ru/826_laurus-by-eugene-vodolazkin/ Архивная копия от 7 февраля 2018 на Wayback Machine
- kirkusreviews.com: http://evgenyvodolazkin.ru/863_kirkus-review-laurus/ Архивная копия от 14 февраля 2018 на Wayback Machine
- Ken Kalfus. Holly Foolery Архивная копия от 4 марта 2018 на Wayback Machine
- Ulrich M. Schmid. Die Gegenwart des Mittelalters Архивная копия от 14 апреля 2018 на Wayback Machine // Neue Zuercher Zeitung[англ.]

## Экранизации
В 2021 году была начата работа по экранизации романа «Авиатор». Сценарий полнометражного фильма должны были написать братья Олег и Владимир Пресняковы при участии Водолазкина. Съёмки были запланированы на осень 2021 года, а выход картины — на вторую половину 2022 года, однако проект не был реализован.
В октябре 2022 года Водолазкин объявил, что режиссёром «Авиатора» станет Данила Козловский. Фильм планируют выпустить на экраны к концу 2023 года.